# فرودگاه نیروی هوایی سلطنتی لینتون-آن-اوز

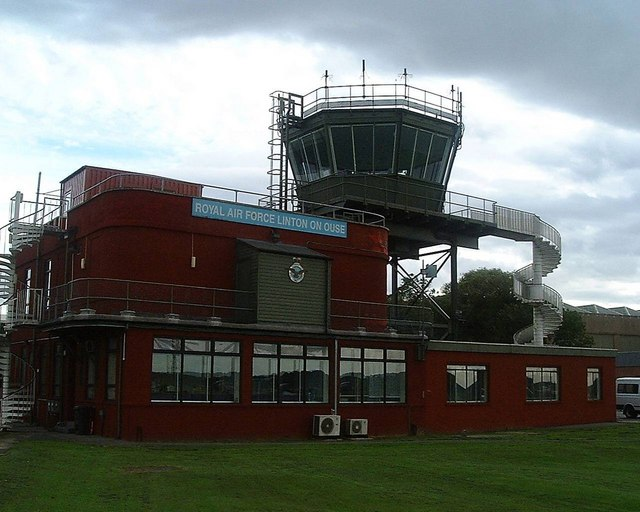
فرودگاه نیروی هوایی سلطنتی لینتون-آن-اوز

فرودگاه نیروی هوایی سلطنتی لینتون-آن-اوز (به انگلیسی: RAF Linton-on-Ouse) یک فرودگاه نظامی با کد یاتا HRT است که یک باند فرود آسفالت دارد و طول باند آن ۱۸۳۴ متر است. این فرودگاه در کشور انگلستان قرار دارد و در ارتفاع ۱۶ متری از سطح دریا واقع شده است.